# Jair da Costa
Jair da Costa (Santo André (São Paulo), 9 juli 1940 – Osasco, 26 april 2025), kortweg Jair, was een Braziliaans voetballer die doorgaans als linker middenvelder of aanvaller speelde.
Hij begon bij Portuguesa en is vooral bekend van zijn periode in Italië waar hij met Internazionale tussen 1962 en 1972 vier keer landskampioen werd en tweemaal zowel de Europacup I als de Intercontinental Cup won. In het seizoen 1967/68 speelde hij op huurbasis voor AS Roma. Tussen 1972 en 1974 speelde hij voor Santos en hij sloot zijn carrière af in Canada.
Jair speelde op 16 mei 1962 eenmalig voor het Braziliaans voetbalelftal in een vriendschappelijke wedstrijd tegen Wales. Met Brazilië won hij het wereldkampioenschap voetbal 1962 maar hij kwam dat toernooi niet in actie.

## Erelijst
Met  Brazilië
Wereldkampioenschap voetbal 1962
Met  Internazionale
Intercontinental Cup (2x): 1964, 1965
Europacup I (2x): 1963/64, 1964/65
Serie A (4x): 1962/63, 1964/65, 1965/66, 1970/71
Met  Santos
Campeonato Paulista: 1973
1 Gilmar ·
2 Djalma Santos ·
3 Mauro Ramos  ·
4 Zito ·
5 Zózimo ·
6 Nílton Santos ·
7 Garrincha ·
8 Didi ·
9 Coutinho ·
10 Pelé ·
11 Pepe ·
12 Jair Marinho ·
13 Bellini ·
14 Jurandir ·
15 Altair ·
16 Zequinha ·
17 Mengálvio ·
18 Jair ·
19 Vavá ·
20 Amarildo ·
21 Zagallo ·
22 Castilho ·
Coach: Moreira